# Pinsà carminat

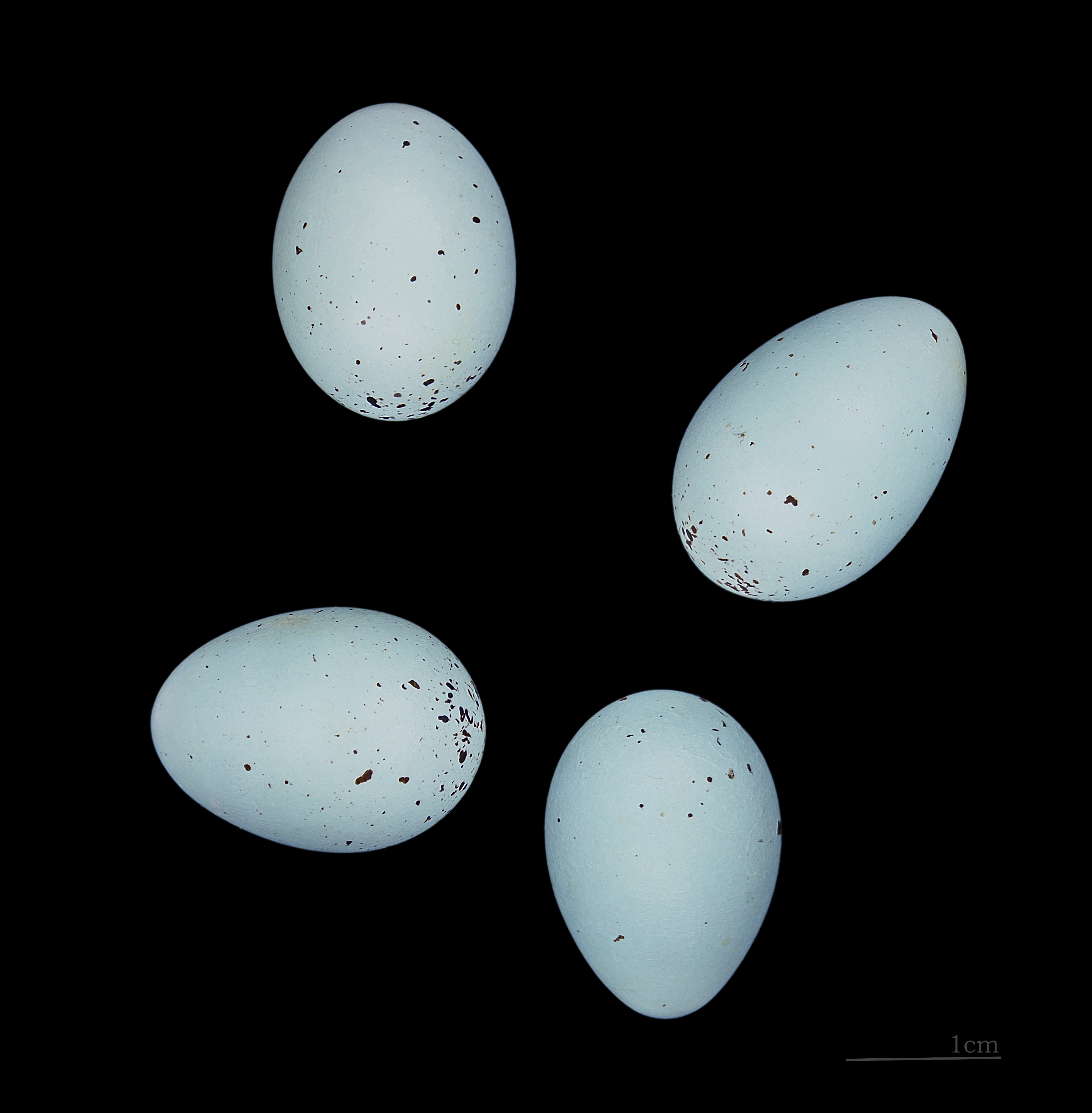
Carpodacus erythrinus

El pinsà carminat (Carpodacus erythrinus) és una espècie d'ocell de la família dels fringíl·lids (Fringillidae) que habita zones de matoll, bosc i terres de conreu de la major part d'Euràsia, des d'Europa Central i el sud d'Escandinàvia, cap a l'est, a través de Rússia fins al nord de Mongòlia, Txukotka i Kamtxatka, i més al sud, des del nord de Turquia i el Caucas, cap a l'est fins a la Xina central.